# Vicky Larraz
Vicky Larraz, nom artístic de Victoria López Muñoz de Arce Larraz (Madrid, 26 d'agost de 1962) és una cantant, presentadora i productora espanyola.
Els seus pares són cubans, la mare és una coneguda maquilladora professional, que la va introduir en la música i la seva entrada a Olé Olé l'any 1983. Durant uns anys va estar en aquest grup, però en la recerca de crear repertori propi el va abandonar el 1986, en què va passar a ser-ne vocalista Marta Sánchez, amb es va arribar a afirmar que mantenien una certa rivalitat i que fins i tot van enemistar-se, malgrat que ambdues no es coneixien. Va ser també presentadora a TVE del programa musical Tocata i De carne i hueso.
En l'àmbit musical, Larraz va aconseguir els seus majors èxits durant la dècada dels vuitanta, després d'abandonar Olé-Olé va publicar quatre discos, però després va abandonar la música. L'any 1992 es va instal·lar a Miami, després d'acceptar la proposta de Telemundo de ser la seva corresponsal i va treballar amb la Metro-Goldwyn-Mayer; ha presentat programes com Hollywood DF i Casa Club Magazine, d'entrevistes a estrelles de cinema, i ha fet de productora de televisió i d'empreses musicals. Als Estats Units es va casar amb un home de Nova York, se'n va divorciar, però van tenir dues filles.
El 2012 va anunciar el seu retorn a la música i el 2015 va presentar Llévatelo todo amb el seu antic company d'Olé-Olé, Marcelo Montesano, que és un àlbum recopilatori de tots els seus grans èxits. El 2022 va retirar-se dels escenaris, i va comunicar que es mantindria en l'àmbit musical en projectes a televisió.